# Hokkaido Jiel
Hokkaido Jiel, född 13 juli 2017 i Frankrike, är en fransk varmblodig travhäst. Han tränas av Jean Luc Dersoir och körs av David Thomain sedan 2021, tidigare kördes han av Pierre Yves-Verva (2019-2021).
Han har hittills sprungit han in cirka 661 680 euro på 54 starter varav 12 segrar, 8 andraplatser och 3 tredjeplatser. Han har karriärens hittills största seger i Prix René Ballière (2023).
Han har även segrat i Prix Vindex (2021), Prix Jules Thibault (2021), Prix de Brest (2023) och på andraplats i Prix Raymond Fouard (2021), Prix de Nevers (2022), Prix Jean Le Gonidec (2022), Prix du Bois de Vincennes (2023), Prix des Ducs de Normandie (2023), Prix Jean Riaud (2023) och på tredjeplats i Prix Jacques de Vaulogé (2020), Prix Phaeton (2021) och Prix Kerjacques (2023).

## Statistik
| Statistik för Hokkaido Jiel (Ref.) | Statistik för Hokkaido Jiel (Ref.) | Statistik för Hokkaido Jiel (Ref.) | Statistik för Hokkaido Jiel (Ref.) | Statistik för Hokkaido Jiel (Ref.) | Statistik för Hokkaido Jiel (Ref.) |
| ---------------------------------- | ---------------------------------- | ---------------------------------- | ---------------------------------- | ---------------------------------- | ---------------------------------- |
| Starter                            | Placeringar                        | Startprissumma                     | Segerprocent                       | Platsprocent                       | Rekord                             |
| 54                                 | 12-8-3                             | 661 680 euro                       | 22 %                               | 43 %                               | 1.09,1ak,                          |

### Större segrar
| År   | Lopp                | Kusk              | Vinstbelopp | Grupp   |
| ---- | ------------------- | ----------------- | ----------- | ------- |
| 2021 | Prix Vindex         | Pierre Yves-Verva | 36 000 EUR  | Grupp 3 |
| 2021 | Prix Jules Thibault | Pierre Yves-Verva | 54 000 EUR  | Grupp 2 |
| 2023 | Prix de Brest       | David Thomain     | 40 500 EUR  | Grupp 3 |
| 2023 | Prix René Ballière  | David Thomain     | 90 000 EUR  | Grupp 1 |